# رابطه جنسی تانتریک

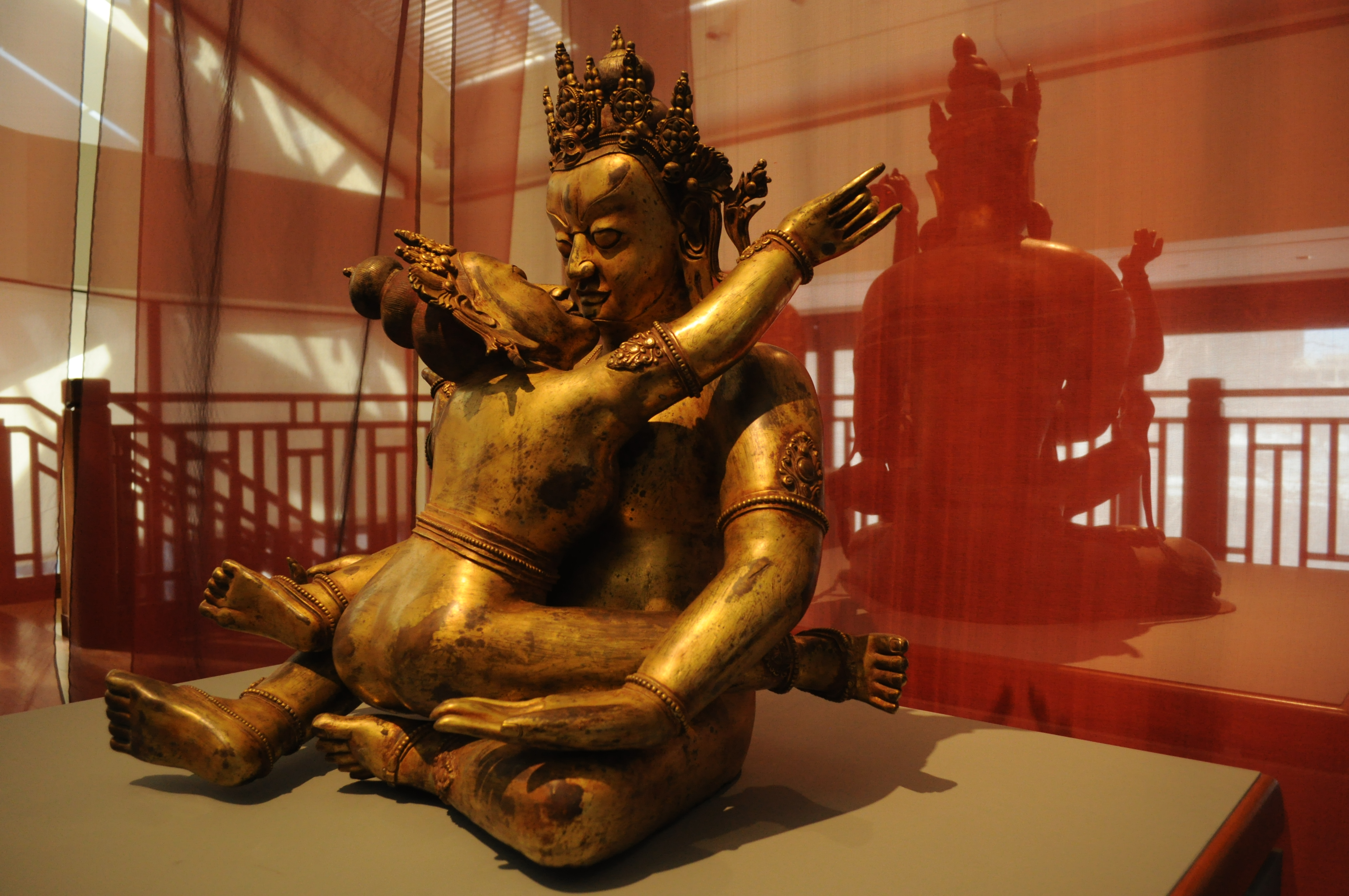
خدای جامبالا (کوبرا) در تبت (قرن 18-19).

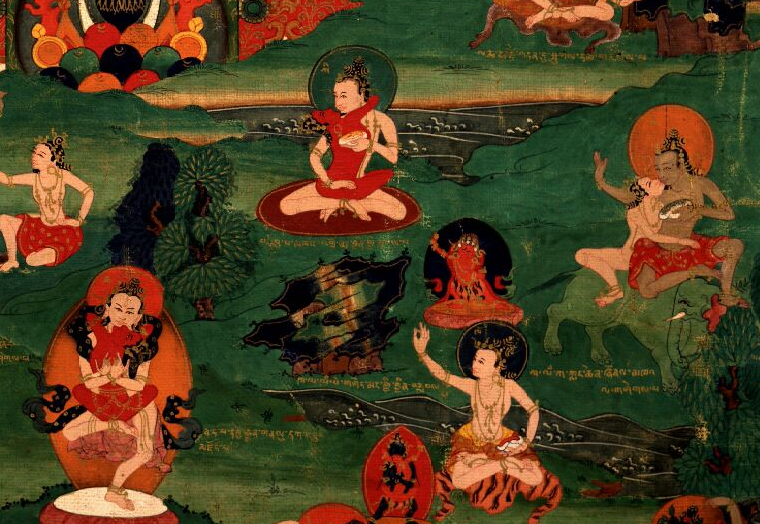
ماهاسیداهای بودایی در حال تمرین یوگای تانتریک

سکس تانتریک یا یوگای جنسی به طیف وسیعی از اعمال در تانترای هندو و بودایی برای اعمال تمایلات جنسی در یک زمینه تشریفاتی یا یوگایی اشاره دارد.
رابطه جنسی تانتریک با برقانونی یا عناصری مانند مصرف الکل و ارائه موادی مانند گوشت به خدایان مرتبط است. علاوه بر این، مایعات جنسی به عنوان "مواد نیرومند" مورد استفاده در مراسم روحانی، چه در خارج یا چه در داخل، در نظر گرفته می شوند.  
اصطلاحات واقعی مورد استفاده در متون کلاسیک برای اشاره به این عمل عبارتند از " Karmamudra " (تبتی : ལས་ཀྱི་ཕྱག་རྒྱ las kyi phyag rgya ، "مهر اقدام" در "مهر عملی" (ैnaga) در " مُهر عملی" (ैatra) در بودایی‌ها: من ، "جفت کردن") در منابع هندو. در تانترا هندو، میتونا مهم‌ترین ماده از پنج ماده تانتریک است و بخش اصلی آیین بزرگ تانترا را تشکیل می‌دهد که با نام‌های پانچامکارا ، پانچاتاتوا و چاکرای تاتوا شناخته می‌شوند. در بودیسم تبتی، کارمامودرا اغلب بخش مهمی از مرحله تکمیل تمرین تانتریک است.
در حالی که ممکن است ارتباطی بین این اعمال و ادبیات کاماشاسترا (که شامل کاماشترا است) وجود داشته باشد، این دو سنت عملی روش‌های جداگانه با اهداف جداگانه هستند. 
چنان که جفری ساموئل هندشناس بریتانیایی اشاره می‌کند، در حالی که ادبیات کاماساسترا در مورد جستجوی لذت جنسی ( کاما) است، تمرینات یوگای جنسی اغلب در جهت جستجوی رهایی ( موکشا) است. 